# Miami Medical
Miami Medical é uma série de TV dos Estados Unidos produzida em 2010 pela CBS. Exibida no Brasil pelo SBT em 2011.

## Elenco
- Jeremy Northam - Dr. Mateus Proctor
- Lana Parrilla - Dra. Eva Zambrano
- Mike Vogel - Dr. Chris DeLeo
- Elisabeth Harnois  - Dra. Serena Warren
- Omar Gooding - Brody Tuck